# Фтиотидская митрополия
Фтиотидская митрополия (греч. Ιερά Μητρόπολις Φθιώτιδος) — митрополия Элладской православной церкви.
Епархия занимает площадь 4442 км² и включает в себя муниципалитеты Амфиклия-Элатия, Домокос, Камена-Вурла, Ламия, Локри, Макракоми и Стилис. Центр митрополии расположен в городе Ламия. Кафедральным собором является Благовещенский собор.

## Митрополиты
- Иаков (Митропулос) (1833—1851)
- Каллиник (Касторхис)[вд] (3 октября 1852 — 13 августа 1877)
- Константин (Калозимис) (16 октября 1894 — 31 января 1902)
- Феофил (Иоанну) (21 октября 1906 — 3 сентября 1913)
- Иаков (Папаиоанну) (25 июля 1914 — 6 сентября 1932)
- Амвросий (Николаидис)[вд] (6 сентября 1932 — 21 октября 1958)
- Дамаскин (Папахристу)[вд] (15 мая 1960 — 22 мая 1996)
- Николай (Протопапас) (6 октября 1996 — 27 июля 2019)
- Симеон (Волиотис) (с 11 октября 2019 года)